# Villa Collignon
La villa Collignon ou « le Roc Fleuri » est située à Sables-d'Or-les-Pins, sur la commune de Fréhel en France.

## Localisation
La villa est située sur la commune de Fréhel (quartier de Sables-d'Or-les-Pins) dans le département des Côtes-d'Armor, dans la région Bretagne.

## Description
Marquée par sa simplicité volumétrique, cette villa au plan centré et à toiture-terrasse est construite en mœllons de granite et en béton. Elle est composée d'un étage de soubassement, d'un rez-de-chaussée surélevé et d'un étage carré comportant à chaque angle un balcon. Elle est édifiée en 1925 par Pol Abraham, au carrefour de différents courants : classique, art déco, et même un certain régionalisme,.

## Historique
La villa est inscrite partiellement au titre des monuments historiques par arrêté du 8 août 1995.

## Protection
Éléments protégés : les façades et toitures.